# Look Who's Talking Too
Look Who's Talking Too is een Amerikaanse komediefilm uit 1990 van Amy Heckerling. Het is het vervolg van de in 1989 uitgebrachte film Look Who's Talking. In 1993 kwam het derde en laatste deel, Look Who's Talking Now, uit. De hoofdrollen zijn opnieuw voor John Travolta en Kirstie Alley.

## Verhaal
Kleine Mikey denkt dat zijn problemen van de baan zijn nu zijn moeder Mollie eindelijk getrouwd is met James. Tot op het moment dat hij last krijgt van monsters die rond middernacht in zijn kamer verschijnen. Als dat nog niet erg genoeg is vertellen zijn ouders hem dat hij er een zusje bij krijgt, Julie.

## Rolverdeling
| Acteur            | Personage              | Opmerkingen           |
| ----------------- | ---------------------- | --------------------- |
| John Travolta     | James Ubriacco         |                       |
| Kirstie Alley     | Mollie Jensen-Ubriacco |                       |
| Olympia Dukakis   | Rosie                  |                       |
| Bruce Willis      | Mikey Ubriacco         | Stem                  |
| Roseanne Barr     | Julie Ubriacco         | Stem                  |
| Gilbert Gottfried | Joey                   |                       |
| Elias Koteas      | Stuart                 |                       |
| Twink Caplan      | Rona                   |                       |
| Damon Wayans      | Eddie                  | Stem                  |
| Mel Brooks        | Mr. Toilet Man         | Stem                  |
| Lorne Sussman     | Mikey Ubriacco         |                       |
| Megan Milner      | Julie Ubriacco         |                       |
| Georgia Keithley  | Julie Ubriacco         |                       |
| Nikki Graham      | Julie Ubriacco         |                       |
| Danny Pringle     | Eddie                  |                       |
| Louis Heckerling  | Lou                    | Grootvader van Mollie |